# Жадібність (фільм, 1924)
«Жадібність» (англ. Greed) — американська драма режисера Еріха фон Штрогейма 1924 року. Один з найдовших німих фільмів. З 1991 року включений в Національний реєстр фільмів.

## Історія створення
Сценарій фільму Еріх фон Штрогейм написав на основі повісті Френка Норріса «Мак-Тіг. Сан-франциська історія», дія якої відбувається наприкінці XIX століття. Уважний до деталей режисер, щоб не витрачати гроші на костюми та інший антураж того часу, переніс дію у 20-ті роки XX століття.
Підготовку дознімання Штрогейм розпочав у самому кінці 1922 року, незабаром після свого переходу з «Юніверсал» в «Метро-Голдвін-Мейер»; при цьому з особливою ретельністю підбирав акторів, не тільки на головні ролі. «Неважко помітити, — писав Штрогейм, — що я весь час, якщо це можливо, використовую одних і тих же акторів і актрис. Коли мені знадобився Гібсон Гоуленд на роль Мак-Тіга, виявилося, що він в Шотландії. Я викликав його, оскільки жоден з акторів не відповідав настільки точно, як він, опису зовнішнього вигляду і характеру героя. Коли я захотів використовувати Чезаре Гравіна, то дізнався, що він з дружиною-співачкою відбув до Аргентини. Йому теж довелося повернутися».
Для знімання фільму, було придбано два будинки в Сан-Франциско, у тому самому кварталі, де, по опису Норріса, жив Мак-Тіг. Режисер зберіг недоторканною обстановку і навіть бруд та павутину. Під час знімання не використовувалися штучні декорації, зокрема, завершальний епізод фільму знімався в Долині Смерті; Штрогейм з цього приводу згадував: «Ми були першими білими (41 чоловік, одна жінка), які проникли в цю найнижчу западину землі, після поселенців. Ми працювали й в тіні, і без тіні при температурі 142 градуси за Фаренгейтом».
Після першого перегляду робочого варіанту, змонтованого особисто Штрогеймом, який тривав близько 9 годин, керівництво фірми вимагало, щоб фільм був скороченим. Штрогейм частково скоротив фільм, з 42 котушок до 24-х, але від подальших скорочень відмовився. Рекс Інгрем скоротив фільм до 18 котушок, а в результаті студія сама скоротила фільм для прокату до 10 котушок. Цю версію «Жадібності» Штрогейм відмовився навіть дивитися і в пресі заявив, що не визнає фільм своїм. З усім тим навіть в такому вигляді фільм увійшов у золотий фонд світового кіно.
Оригінальна версія «Жадібності», мабуть, загублена, — у всякому разі, багаторічні спроби відшукати її поки успіхом не увінчалися. Тепер[коли?] видаються дві версії фільму: змонтована студією, що триває 145 хвилин (існує і ще більш коротка — 102 хвилини), і так звана «відновлена» — 4-годинна версія, що являє собою часткове відновлення за допомогою збережених фотографій і титрів. Ця версія, створена в 1999 році компанією Turner Entertainment з використанням по-епізодних розробок Штрогейма, якими він керувався під час зйомок, що дає принаймні уявлення про авторський задум.

## Сюжет

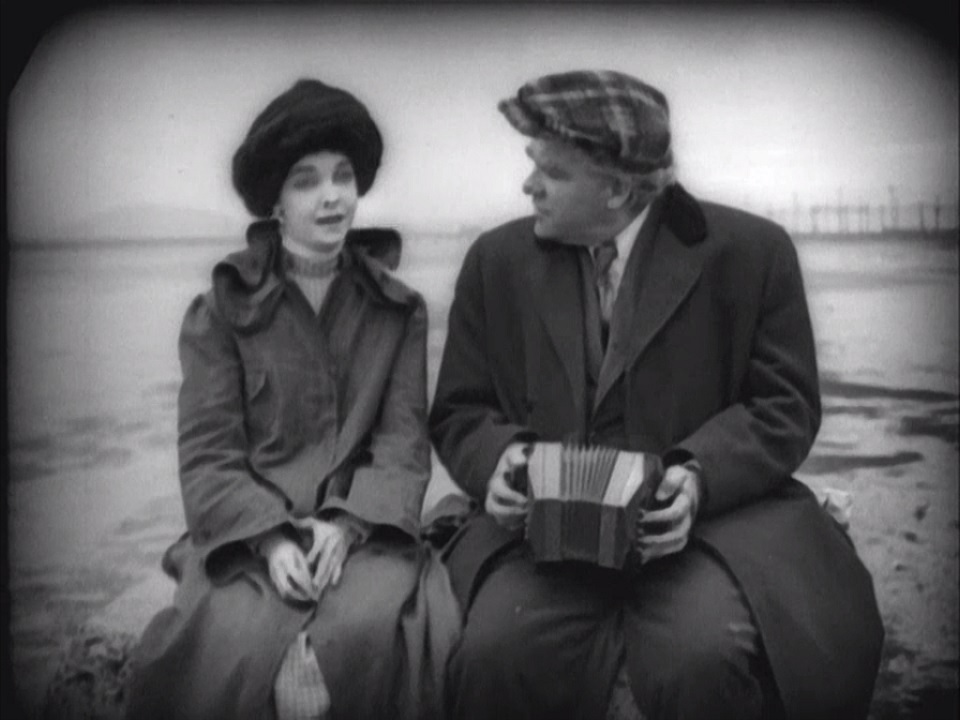
Мак-Тіг і Тріні

У маленькому містечку в Каліфорнії живе Джон Мак-Тіг. Син шахтаря, він теж працює в шахті, грає на акордеоні, любить птахів, але робота йому не подобається. У містечко Сан-Франциско приїжджає дантист Поттер і оголошує конкурс на найкращого дантиста. Перемігши в конкурсі, Мак-Тіг разом з Поттером вирушає до Сан-Франциско і, залишаючись самоучкою, відкриває власний стоматологічний кабінет.
З того ж містечка в Сан-Франциско приїжджає старий друг Мак-Тіга Маркус; його нареченій Тріні необхідна допомога дантиста, і Маркус приводить її до Мак-Тіга. У його кабінеті вони стикаються з продавцем лотерейних квитків; попри відмовки Маркуса, який вважає всяку лотерею обманом, Тріна купує один квиток.
Мак-Тіг закохується в Тріну, і Маркус легко поступається йому нареченою. У день весілля молодята дізнаються, що Тріна виграла в лотерею 5000 доларів. Маркус гірко шкодує про те, що поступився Мак-Тігу нареченою разом з настільки значним капіталом; він намагається пред'явити свої права на частину виграної Тріною суми, але ділитися з ним подружжя не хоче, і Маркус в помсту доносить до поліції, що його друг практикує без диплома.
Мак-Тіг втрачає свою професію, а у Тріни багатство пробуджує жадібність, яка поступово витісняє в її душі всі інші почуття; купивши на виграні гроші золоті монети, вона годинами перебирає і чистить їх, ховаючи від чоловіка, і не бажає витрачати гроші навіть попри те, що чоловік залишився без роботи, — на цьому ґрунті між подружжям все частіше відбуваються сварки. Мак-Тіг пробує красти гроші, але пильна Тріна його обшукує.

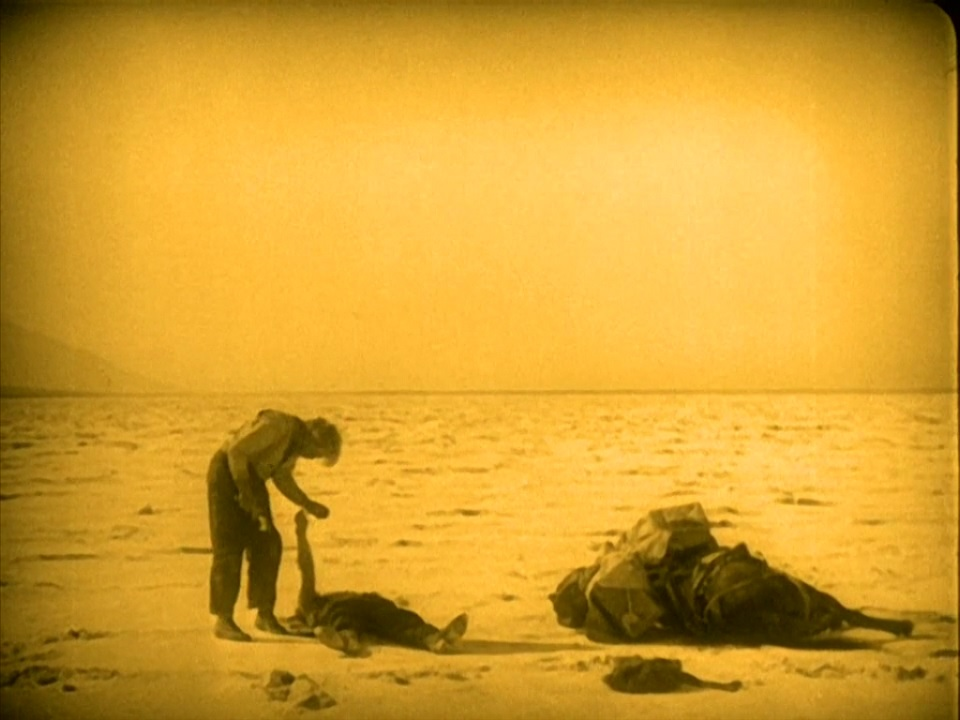
Мак-Тіг прикутий наручниками до вбитого Маркуса в Долині Смерті

Мак-Тіг починає пити, поступово опускається і врешті-решт, кинутий Тріною, стає волоцюгою. Тріна, не бажаючи витрачати гроші навіть на власні потреби, влаштовується працювати прибиральницею.
У тяжкому становищі Мак-Тіг згадує про Тріну і про гроші, і в ньому теж прокидається жадібність. Намагаючись відібрати у Тріни гроші, Мак-Тіг ненавмисно вбиває її; він забирає закривавлений мішок з грошима і вирушає до рідного містечка знову влаштовуватися на роботу в шахті. Але про все дізнається Маркус, який став помічником шерифа.
Мак-Тіг намагається сховатися в Долині Смерті, ступити в яку у ті часи наважувалися небагато; але Маркус слідує за ним. Вони зустрічаються в пустелі, змучені спрагою; під час боротьби перемагає Мак-Тіг, і все золото дістається йому; але вийти з пустелі Мак-Тіг не може: він прикутий наручником до вбитого Маркуса.

## У ролях
- Гібсон Гоуленд — Мак-Тіг
- Зазу Піттс — Тріна
- Джин Гершолт — Маркус
- Дейл Фуллер — Марія
- Темпе Піготт — мати Мак-Тіга
- Джек Кертіс — батько Мак-Тіга
- Сільвія Ештон — Моммер Зіппе
- Честер Конклін — Поппер Зіппе
- Джоан Стендінг — Селіна
- Чезаре Гравіна — Зерков